# Pietas (Rome antique)
Pour les articles homonymes, voir Pietas.
La pietas est une des vertus romaines, appartenant au mos majorum. Son équivalent grec est l'Eusébie. C'est également le nom de la déesse personnifiant cette notion.
Difficile à traduire en français, le substantif latin peut être notamment rendu, selon le contexte, par les mots « piété » (au sens large) ou « dévouement », ou par l'expression « sens du devoir ». Il désigne à la fois le devoir religieux envers les dieux, le devoir de respect et de protection envers les parents et la famille (ancêtres compris) et le devoir envers la patrie, autrement dit le patriotisme romain, que Cicéron met en tête dans la définition qu'il propose du terme (en omettant la piété à l'égard des dieux)  : « ... la piété, qui nous enjoint d'observer notre devoir envers la patrie ou envers nos parents et les autres personnes auxquelles nous sommes liés par le sang » (De inventione, 2, 2, 66).
Le héros Énée (pius Aeneas) de Virgile incarne cette vertu, notamment quand il fuit Troie en flammes en portant son père sur son dos et en tenant dans ses bras les statues sacrées des Pénates troyens (Énéide, livre II). La pietas est, avec la uirtus, la clementia et la iustitia, l'une des quatre vertus impériales que reconnaît à Auguste l'inscription du bouclier d'or (clupeus aureus) placé en son honneur dans la Curia Iulia.
Sous l'empire, le surnom de « Pius » (pieux) fut souvent associé au nom des empereurs, en particulier à partir du IIe siècle et d'Antonin le Pieux.